# Francisco Antonio Fernández de Velasco y Tovar
Francisco Antonio Fernández de Velasco y Tovar (Madrid,  5 de septiembre de 1649-Sevilla, 23 de marzo de 1716), caballero de la Orden de Santiago, fue un aristócrata, militar español, virrey de Cataluña en los reinados de Carlos II y Felipe V.

## Orígenes y juventud

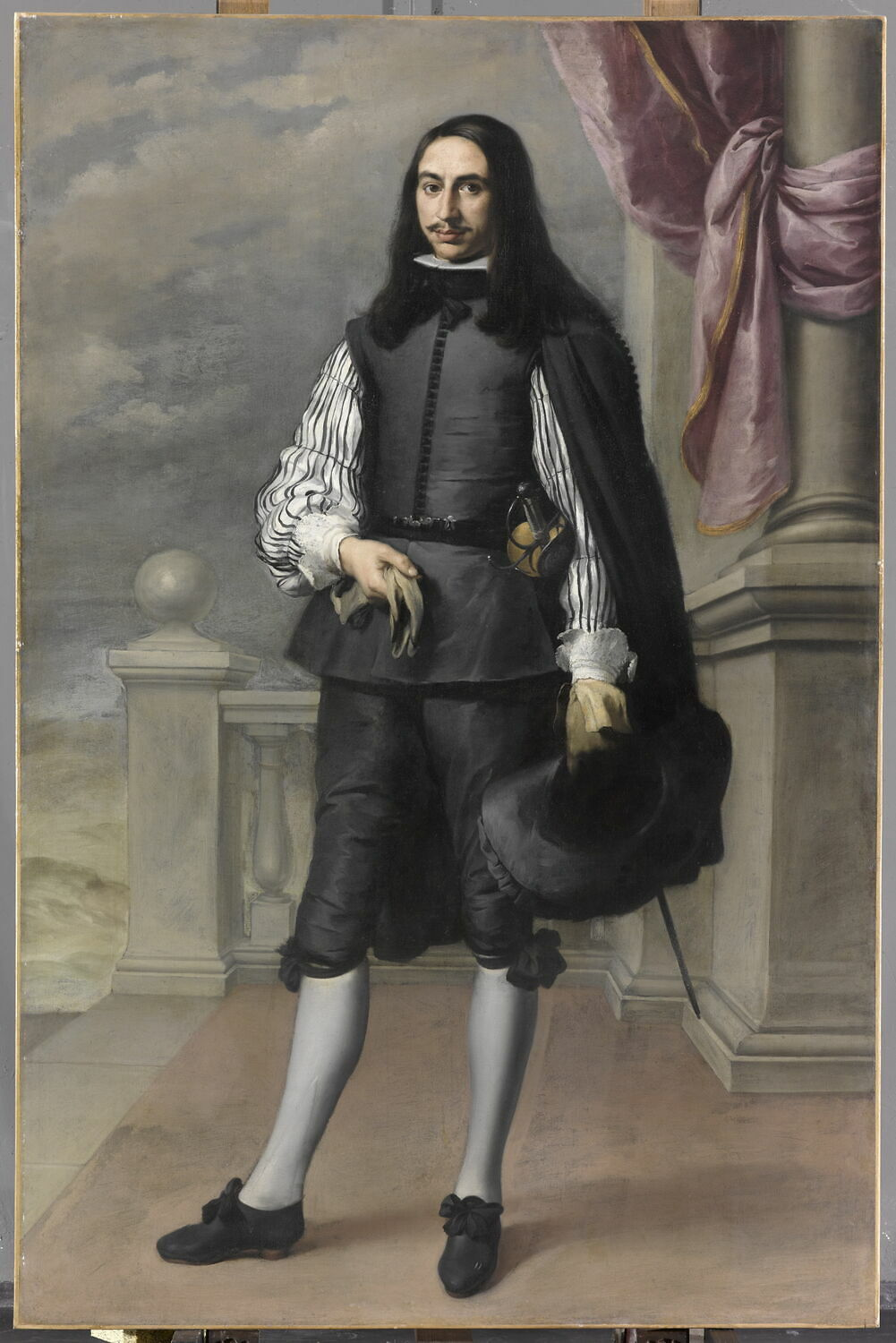
Retrato del condestable Íñigo Melchor de Velasco y Tovar, VII duque de Frías, padre de Francisco Fernández de Velasco y Tovar, pintado por Bartolomé Estaban Murillo.

Nacido en Madrid en 1649, era hijo ilegítimo del condestable Íñigo Melchor Fernández de Velasco, VII duque de Frías, y de María de la Torre. Fue bautizado el 5 de septiembre del mismo año en la iglesia de San Pedro el Real.
Tras cursar las escuelas de Alcalá de Henares y Valladolid, se enroló en el ejército como soldado particular en la Guerra de Portugal, donde ocupó los cargos de alférez, capitán de infantería y capitán de caballos y corazas.
En 1668 pasó a Flandes, donde fue hecho capitán de guardias, y gobernador de las plazas del condestable, su padre, quien ocupaba el cargo de gobernador de los Países Bajos Españoles. Fue nombrado embajador ante el rey de Francia con motivo de la visita de este a las fronteras valonas. Más tarde fue ascendido a maestre de campo de infantería española, comandando dos tercios hasta 1671.
El 28 de mayo de 1671 le fue concedido el hábito de la Orden de Santiago, a lo que le siguió el nombramiento de caballero hijodalgo el 15 de diciembre del mismo año, posiblemente como consecuencia de su bastardía.

## General de artillería y Ministro del Supremo de Guerra
En 1674 recibió el nombramiento de general de artillería de los ejércitos de Cataluña en la guerra contra los franceses. El 28 de junio del mismo año puso sitio y rindió la fortaleza de Villagarda y participó en la defensa de Gerona, por cuyo mérito se le entregó una encomienda de la Orden de Santiago.
En 1678 pasó nuevamente a Flandes, aún como general de artillería, sirviendo bajo los órdenes del duque de Villahermosa, asistiendo a la victoria del 14 de agosto de 1678 contra los franceses, y a la defensa de la ciudad de Mons. 
En ese año el rey le nombró ministro del Supremo Consejo de Guerra, en mérito a sus servicios.

## Gobernador de Ceuta y Cádiz
En 1681 fue nombrado gobernador y capitán general de Ceuta, cargo que desempeñó por los siguientes ocho años.
En 1689 fue nombrado gobernador político y militar de la ciudad de Cádiz, juntamente con el cargo de maestre de campo general del Mar Océano y Costas de Andalucía, donde sirvió hasta 1696.

## Virrey de Cataluña (primer periodo)

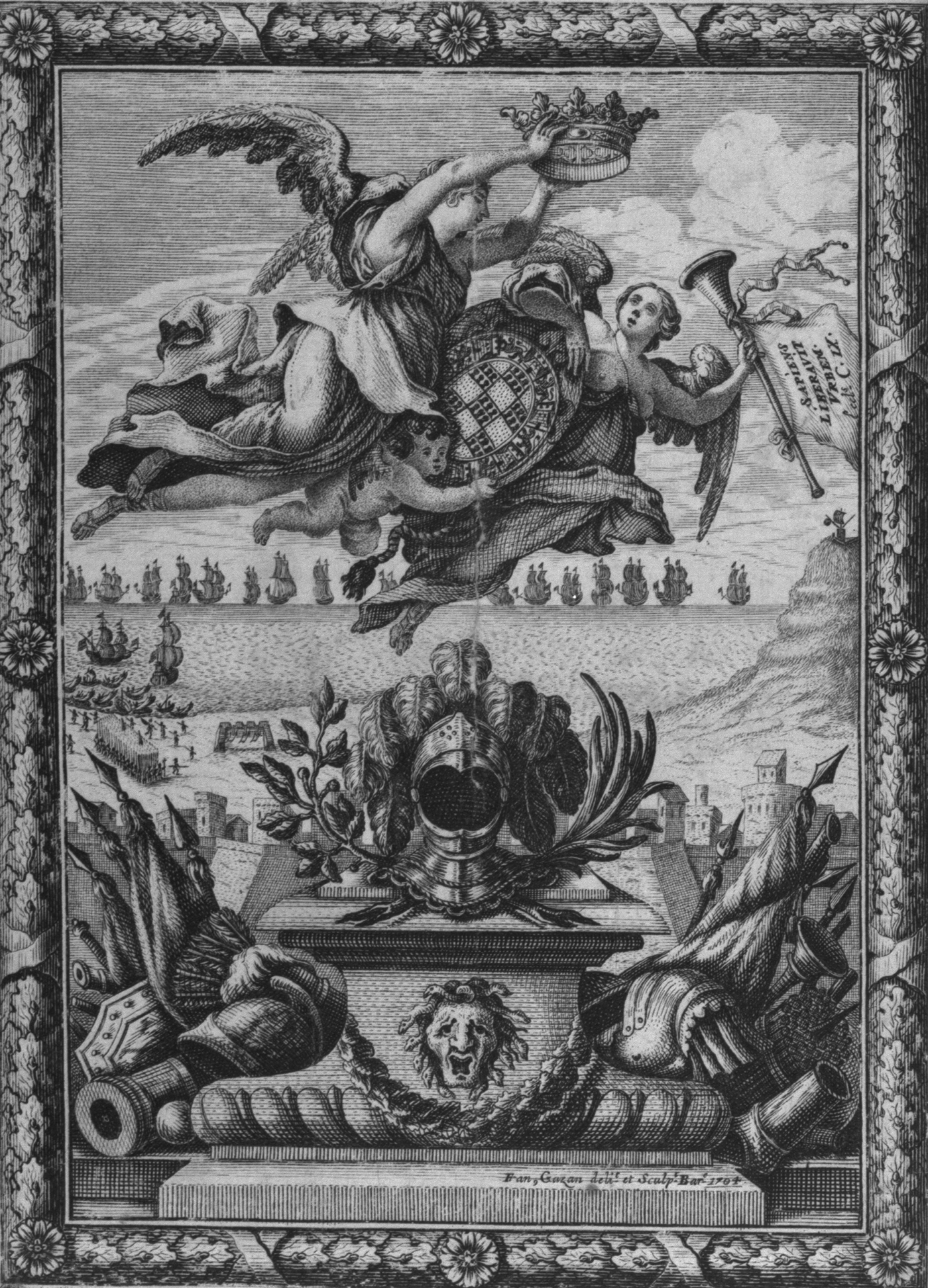
Glorificación de las armas de Francisco Fernández de Velasco, virrey de Cataluña (grabado por Gazán). En conmemoración de la victoria del Virrey sobre la flota aliada.Museo nacional de arte de Cataluña

En 1696 pasó nuevamente a Cataluña para luchar contra los franceses, recibiendo por entonces el nombramiento de Virrey  de Cataluña, cargo que formalizó con su entrada en Barcelona el día 17 de julio del mismo año.  
Durante su mandato, dispuso el modo de defender Barcelona, haciendo varias obras para el castillo y fortaleza de Montjuic, con el fin de organizar la defensa contra los franceses al mando del duque de Vendôme, que asediaron la ciudad condal desde el 5 de junio de 1697, con «180 infantes, 60 caballos, una armada de 14 navíos, 30 galeras, 3 balandras y 80 embarcaciones menores, 56 cañones de batir, 18 morteros y otras piezas». Debido a la aplastante superioridad del enemigo finalmente debió rendir la ciudad el día 15 de agosto del mismo año.
Enseguida se firmaría el Tratado de Paz devolviendo Francia la ciudad de Barcelona
Le sucedió en el cargo Diego Hurtado de Mendoza y Sandoval, conde de la Corzana. 

## Virrey de Cataluña (segundo periodo)
En julio de 1703 el rey Felipe V lo nombró gobernador y capitán general de las costas de Extremadura.
En octubre del mismo año, nuevamente fue llamado para ocupar la plaza de virrey de Cataluña, en contexto de la Guerra de Sucesión. Entrando a Barcelona para jurar su cargo el 27 de enero de 1704, en sustitución del príncipe Jorge de Hesse-Darmstadt, alemán y leal de la causa austracista, 
Reprimió con mano de hierro toda oposición al nuevo gobierno del nuevo rey Felipe V y fue capaz de repeler eficazmente un intento de desembarco de las fuerzas británicas en 1704, dirigido por Darmstadt que contaba con la ayuda de una conspiración dentro de la ciudad. En 1705 sufrió un segundo ataque a la ciudad, el cual no pudo ser rechazado, firmando las capitulaciones el 9 de octubre, y entregando la ciudad a los austracistas. Tras este fracaso fue relevado y trasladó su residencia a Sevilla, a su hacienda en Mairena de Aljarafe. D. Francisco Antonio Fernández de Velasco y Tovar era hermano de la Cofradía del Rosario de Mairena del Aljarafe, de la que fue elegido mayordomo en 1733 y reelegido en 1736, tras su ausencia de la villa de Mairena en 1734.

Su biografía ha sido tergiversada e incluso vilipendiada desde los ámbitos nacionalistas. Sin embargo la reciente semblanza que de él se publica en el Diccionario Biográfico-Español de la Real Academia de la Historia, «reconoce que si no defendió más eficazmente la ciudad de Barcelona en 1705, fue por estar más preocupado de las traiciones interiores de los comunes, sospechas que finalmente se confirmarían».

## Retiro y muerte
Murió en Sevilla el 23 de marzo de 1716 y fue sepultado en el presbiterio de la Capilla Mayor del Convento de Padres Trinitarios Descalzos, en donde su hijo, el I marqués de Caltojar, le puso una lápida con su escudo de armas y una inscripción que decía entre otras cosas:
«Dos veces Virrey en dificilísimos tiempos. Animoso en la mayor adversidad»

Del convento, hoy desaparecido sólo quedan unos restos propiedad de la Hermandad del Cristo de Burgos de Sevilla. La trascripción de su lápida, la hizo el historiador y cronista de Madrid José Antonio Álvarez Baena en su obra Hijos de Madrid, ilustres en santidad, dignidades, armas, ciencias y artes editada en 1789, cuando el convento aún no había sido desamortizado. En esa trascripción se denomina erróneamente Castroxal al verdadero nombre del marquesado que hoy sabemos por el Archivo Histórico Nacional que era Caltojar.
H. EXC D. D.D. FRANCISC. FERNZ. DE VELASCO.CASTELLM CONNESTABILIS FILII. JACOBEM MILITI MEQUES, REI TORMENTARIA GENERALIS PR&FECT. SEPTM IN ÁFRICA, GADIUM IN BMTICA GUBERNATOR, CATALAUmCl PRINCIPATUS SEMEL ET ITERUM DIFICILLIMO TEMPORE PROREX ,VIR PRUDENTIA ,DEXTERITATE, CONSILIO ANIMIINADVERSIS MAGNITUDINE, INMORBORUM CUUFLICTATIONE PATIENTIA CLAR. QUI ÓMNIBUS. CHRISTIANI HOMINIS SACRIS RITE MUNITUS HISPALI DIEM CLAUSIT SUPREMUM. X. RAL. APRIL. M.D.CCXVI. VIXIT. AN. LXX. VIRO OPT. CONJUX CHARISSIMA ECC. DD. ANNA LAURENTIA ZENTENO MALDONADO ET MELGAREJO AMORIS PIGNUS: PATRI BENEMERENTIDD. DD. EMMANUEL FERNZ. DE VELASCO ET ZENTENO MARCHIO VE CASTROXAL OCTO LIBERORUM NATU MAJOR, OMNIUM OMINE PIETATIS ARGUMENTUM.LL.MM.PP. ORA HOSPES UT VIVAT COSLO DUMMUNDO M0RITUR.

## Matrimonio y descendencia
Casó en la ciudad de Sevilla con Ana Luisa Lorenza Centeno y Maldonado, señora de los mayorazgos de estas casas, hija de José Centeno y Ordóñez, almirante de la Armada, caballero de la Orden de Santiago, y de su esposa Ana Luisa Petronila de Ortega y Herrera. De este matrimonio nacieron: 
- Manuel Antonio Fernández de Velasco y Centeno, coronel de infantería de Felipe V, fue el I marqués de Caltojar, cuya denominación se refiere a la localidad de Caltojar en la provincia de Soria.[3] El título fue concedido por el rey Carlos II el 31 de julio de 1695 en atención a los méritos de su padre, aunque erróneamente, el que aparece frecuentemente como el primero en ostentar esta dignidad es su progenitor.[4][1] Soltero y sin descendencia, le sucedió en el título marquesal su hermano Íñigo.[4]
- Íñigo Fernández de Velasco y Centeno, II marqués de Caltojar[5] y mariscal de campo que se casó con Josefa de Herrera y Loizaga, con descendencia. Su hija María Concepción de Velasco fue la III marquesa de Caltojar.[5]
- Luis Fernández de Velasco y Centeno.
- María de Velasco y Tovar.
- Ana Fernández de Velasco y Centeno.

Fuera del matrimonio, tuvo también una hija natural:
- María Francisca de Velasco (Cádiz, 1677-París, 1709), se casó en 1698 con Isidro Casado de Acevedo y Rosales, I vizconde de Alcázar Real y luego I marqués de Monteleón.[6]

| Predecesor: Francisco Antonio de Agurto     | Virrey de Cataluña 1696 - 1697 | Sucesor: Diego Hurtado de Mendoza y Guevara          |
| Predecesor: Luis Antonio Tomás Portocarrero | Virrey de Cataluña 1703 - 1705 | Sucesor: Antonio José de Mendoza Caamaño y Sotomayor |